# Онеге
Онеге (каз. Өнеге) — село в Жанибекском районе Западно-Казахстанской области Казахстана. Входит в состав Куйгенкольского сельского округа. Код КАТО — 274243400.

## Население
В 1999 году население села составляло 399 человек (213 мужчин и 186 женщин). По данным переписи 2009 года, в селе проживали 272 человека (142 мужчины и 130 женщин).